# Powiat Łomżyński

Podlachien innerhalb Polens

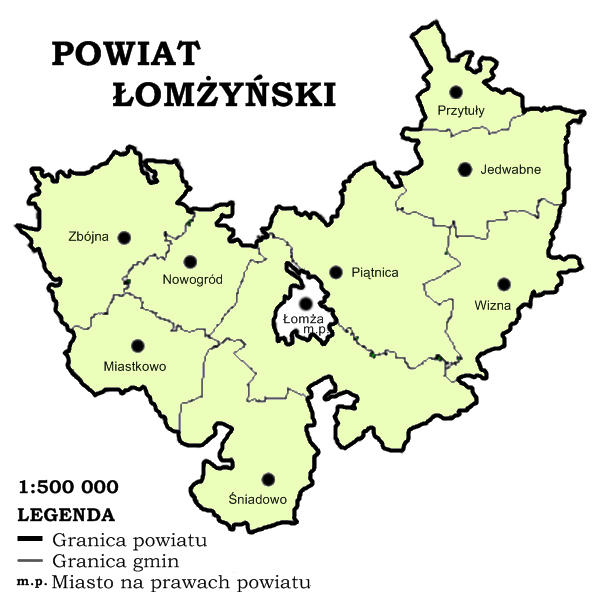
Gemeindegliederung

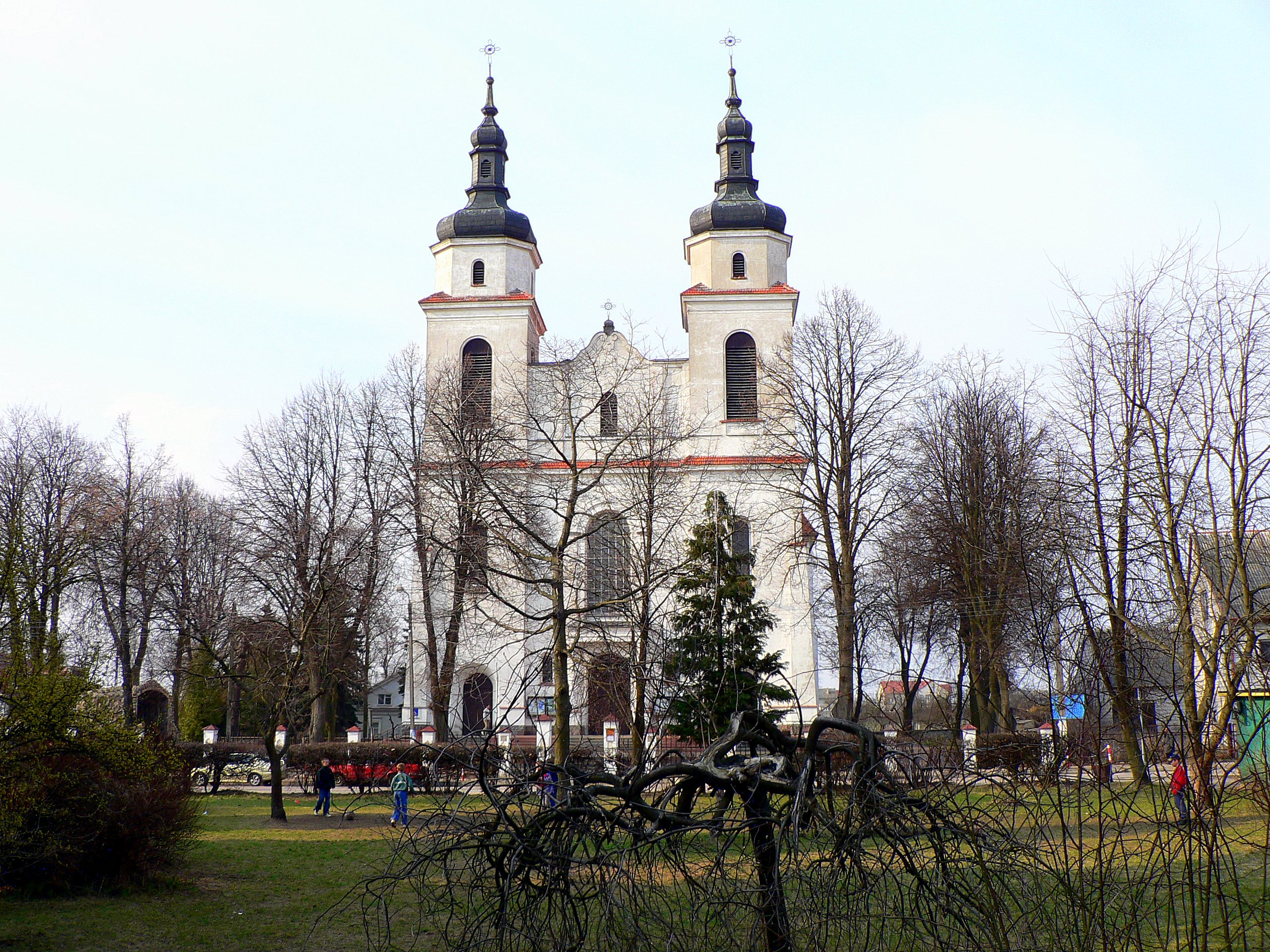
St. Jakob in Jedwabne

Der Powiat Łomżyński ist ein Powiat (Kreis) in der polnischen Woiwodschaft Podlachien. Der Powiat hat eine Fläche von 1353,93 km², auf der 51.000 Einwohner leben.

## Gemeinden
Der Powiat umfasst neun Gemeinden, davon zwei Stadt-und-Land-Gemeinden und sieben Landgemeinden.

### Stadt-und-Land-Gemeinden
- Jedwabne
- Nowogród

### Landgemeinden
- Łomża
- Miastkowo
- Piątnica
- Przytuły
- Śniadowo
- Wizna
- Zbójna

## Partnerlandkreise
- Dingolfing-Landau (Deutschland)[2]

## Weiteres
- Łomżyński Park Krajobrazowy Doliny Narwi